# 通瑞
通瑞（つうずい、Thông Thụy、トントゥイ）は、ベトナム、李朝の太宗李仏瑪の治世で使われた2番目の年号。1034年 - 1039年。
- 元年4月：天成より改元。
- 6年6月：乾符有道に改元。

## 西暦等との対照表
| 通瑞 | 元年      | 2年    | 3年    | 4年    | 5年       | 6年    |
| 西暦 | 1034年    | 1035年 | 1036年 | 1037年 | 1038年    | 1039年 |
| 干支 | 甲戌      | 乙亥   | 丙子   | 丁丑   | 戊寅      | 己卯   |
| 宋   | 景祐 元年 | 2年    | 3年    | 4年    | 宝元 元年 | 2年    |

| 前の元号 天成 | ベトナムの元号 李朝 | 次の元号 乾符有道 |